# Louis Tronnier
Louis Tronnier (* 21. November 1897 in Braunschweig; † 27. Januar 1952 im Kriegsgefangenenlager 5110/48 Woikowo bei Iwanowo, Sowjetunion) war ein deutscher Offizier, zuletzt Generalmajor im Zweiten Weltkrieg.

## Leben
Louis Tronnier trat am 6. Juni 1915 als Kriegsfreiwilliger in das Husaren-Regiment 15 (Hannover) ein. Er diente als Offizier im Ersten Weltkrieg und wurde Ende Januar 1918 zum Leutnant befördert.
Ende November 1918 wurde er aus der Armee verabschiedet und war ab 1926 bei der Polizei.
Im November 1934 wurde er als Hauptmann in die Wehrmacht übernommen. Am 1. November 1937 wurde er zum Major befördert und wurde ab 10. November 1938 vom Infanterie-Regiment 78 der 26. Infanterie-Division als Lehrer an die Kriegsschule nach Wiener Neustadt kommandiert. Ende 1939 zum Oberstleutnant und im März 1942 zum Oberst befördert, war er zum Beginn des Zweiten Weltkriegs Bataillonskommandeur der II./Infanterie-Regiment 289 bei der 98. Infanterie-Division. Von 1941 bis November 1943 war er Kommandeur vom Infanterie-Regiment 70 (Saarbrücken) bei der 111. Infanterie-Division an der Ostfront. Er wurde in die Führerreserve versetzt.
Von Mitte Januar 1944 war er bis zur Auflösung der Division Anfang März 1944 Kommandeur der 123. Infanterie-Division, wobei die Division unter seiner Führung bei der Nikopol-Krywyj Riher Operation zerschlagen wurde. Hieraus entstand im März 1944 unter Zusammenlegung mit den restlichen Kräften der ebenfalls aufgeriebenen 62. Infanterie-Division die Korpsabteilung F, welche Tronnier bis Juli 1944 führte. Am 1. April 1944 war er zum Generalmajor befördert worden. Anschließend erfolgte die Umbenennung der Korpsabteilung F in die neu aufgestellte 62. Infanterie-Division, welche er bis zu seiner Gefangennahme führte. Im August 1944 wurde er gefangen genommen.
In Gefangenschaft trat er dem Nationalkomitee Freies Deutschland bei und gehörte zu den fünfzig deutschen Generalen, die Ende 1944 in sowjetischer Kriegsgefangenschaft den Aufruf „An Volk und Wehrmacht“ unterschrieben, in welchem sie die deutsche Bevölkerung und Wehrmacht zur Lösung von der nationalsozialistischen Führung sowie zur Beendigung des Krieges aufforderten.
Tronnier verstarb am 27. Januar 1952 in sowjetischer Kriegsgefangenschaft im Kriegsgefangenenlager 5110/48 Woikowo und wurde auf einem Generalsfriedhof in Tschernzy beigesetzt.

## Auszeichnungen
- Eisernes Kreuz (1914) II. und I. Klasse
- Spange zum Eisernen Kreuz II. und I. Klasse
- Deutsches Kreuz in Gold am 28. Februar 1942
- Ritterkreuz des Eisernen Kreuzes am 28. November 1942[7]